# Glen Drover
Glen Drover, född 25 maj 1969 i Ottawa, Ontario, Kanada. Han var gitarrist för det amerikanska Thrash metal bandet Megadeth från 2004 till början av 2008. Han blev ersatt av Chris Broderick. Första bandet han spelade i var Eidolon men har också spelat i King Diamond. Han är bror med Shawn Drover som är trummis i Megadeth.